# XVI Quadriennale nazionale d'arte di Roma
La XVI Quadriennale d'arte di Roma si tenne nel periodo tra il 16 ottobre 2016 e 8 gennaio 2017. L'esposizione si tenne nella sede storica del Palazzo delle Esposizioni di Roma, fu intitolata Q16.

## Curatori
- Simone Ciglia e Luigia Lonardelli
- Michele D’Aurizio
- Luigi Fassi
- Simone Frangi
- Luca Lo Pinto
- Matteo Lucchetti
- Marta Papini
- Cristiana Perrella
- Domenico Quaranta
- Denis Viva